# Five Nations 1965
Die Ausgabe 1965 des jährlich ausgetragenen Rugby-Union-Turniers Five Nations (seit 2000 Six Nations) fand zwischen dem 9. Januar und dem 27. März statt. Turniersieger wurde Wales, das mit Siegen gegen alle britischen Mannschaften die Triple Crown schaffte.

## Teilnehmer
| Land       | Stadion                        | Stadt     | Trainer   | Kapitän                                      |
| ---------- | ------------------------------ | --------- | --------- | -------------------------------------------- |
| England    | Twickenham Stadium             | London    | keiner    | David Perry                                  |
| Frankreich | Stade Olympique Yves-du-Manoir | Colombes  | Jean Prat | Michel Crauste                               |
| Irland     | Lansdowne Road                 | Dublin    | keiner    | Ray McLoughlin                               |
| Schottland | Murrayfield Stadium            | Edinburgh | keiner    | Brian Neill / Mike Campbell / Stewart Wilson |
| Wales      | Cardiff Arms Park              | Cardiff   | keiner    | Clive Rowlands                               |

## Tabelle
|    | Land       | Spiele | Siege | Unent. | Ndlg. | Spiel- punkte | Diff. | Tabellen- punkte |
| -- | ---------- | ------ | ----- | ------ | ----- | ------------- | ----- | ---------------- |
| 1. | Wales      | 4      | 3     | 0      | 1     | 55:45         | + 10  | 6                |
| 2. | Frankreich | 4      | 2     | 1      | 1     | 47:33         | + 14  | 5                |
| 2. | Irland     | 4      | 2     | 1      | 1     | 32:23         | + 9   | 5                |
| 4. | England    | 4      | 1     | 1      | 2     | 15:28         | − 13  | 3                |
| 5. | Schottland | 4      | 0     | 1      | 3     | 29:49         | − 20  | 1                |

## Ergebnisse
| 9. Januar 1965 | Frankreich                                                   | 16 : 8        | Schottland                                   | Stade Olympique Yves-du-Manoir, Colombes Zuschauer: 26.159 Schiedsrichter: Kevin Kelleher (Irland) |
| 9. Januar 1965 | Versuche: Darrouy (2) Gachassin Piqué Erhöhungen: Dedieu (2) | (5:5) Bericht | Versuche: Henderson (2) Erhöhungen: Scotland | Stade Olympique Yves-du-Manoir, Colombes Zuschauer: 26.159 Schiedsrichter: Kevin Kelleher (Irland) |

| 16. Januar 1965 | Wales                                                                   | 14 : 3        | England                 | Cardiff Arms Park, Cardiff Schiedsrichter: Kevin Kelleher (Irland) |
| 16. Januar 1965 | Versuche: Morgan S. Watkins (2) Erhöhungen: Price Dropgoals: D. Watkins | (3:0) Bericht | Straftritte: Rutherford | Cardiff Arms Park, Cardiff Schiedsrichter: Kevin Kelleher (Irland) |

| 23. Januar 1965 | Irland          | 3 : 3   | Frankreich        | Lansdowne Road, Dublin Zuschauer: 55.000 Schiedsrichter: Gwynne Walters (Wales) |
| 23. Januar 1965 | Versuche: Doyle | Bericht | Versuche: Darrouy | Lansdowne Road, Dublin Zuschauer: 55.000 Schiedsrichter: Gwynne Walters (Wales) |

| 6. Februar 1965 | Schottland                                     | 12 : 14       | Wales                                                              | Murrayfield Stadium, Edinburgh Schiedsrichter: R. Gilliland (Irland) |
| 6. Februar 1965 | Straftritte: Wilson (2) Dropgoals: Simmers (2) | (6:8) Bericht | Versuche: Gale S. Watkins Erhöhungen: Price Straftritte: Price (2) | Murrayfield Stadium, Edinburgh Schiedsrichter: R. Gilliland (Irland) |

| 13. Februar 1965 | Irland                               | 5 : 0   | England | Lansdowne Road, Dublin Schiedsrichter: H. B. Laidlaw (Schottland) |
| 13. Februar 1965 | Versuche: Lamont Erhöhungen: Kiernan | Bericht |         | Lansdowne Road, Dublin Schiedsrichter: H. B. Laidlaw (Schottland) |

| 27. Februar 1965 | England                                     | 9 : 6         | Frankreich                            | Twickenham Stadium, London Zuschauer: 72.000 Schiedsrichter: R. Gilliland (Irland) |
| 27. Februar 1965 | Versuche: Payne Straftritte: Rutherford (2) | (3:3) Bericht | Versuche: Darrouy Straftritte: Dedieu | Twickenham Stadium, London Zuschauer: 72.000 Schiedsrichter: R. Gilliland (Irland) |

| 27. Februar 1965 | Schottland                               | 6 : 16        | Irland | Murrayfield Stadium, Edinburgh Schiedsrichter: Gwynne Walters (Wales) |
| 27. Februar 1965 | Straftritte: Wilson Dropgoals: Laughland | (3:8) Bericht |        | Murrayfield Stadium, Edinburgh Schiedsrichter: Gwynne Walters (Wales) |

| 13. März 1965 | Wales                                                                           | 14 : 8        | Irland | Cardiff Arms Park, Cardiff Zuschauer: 58.500 Schiedsrichter: Peter Brook (England) |
| 13. März 1965 | Versuche: Bebb D. Watkins Erhöhungen: Price Straftritte: Price Dropgoals: Price | (5:0) Bericht |        | Cardiff Arms Park, Cardiff Zuschauer: 58.500 Schiedsrichter: Peter Brook (England) |

| 20. März 1965 | England           | 3 : 3   | Schottland          | Twickenham Stadium, London Zuschauer: 65.000 Schiedsrichter: Gwynne Walters (Wales) |
| 20. März 1965 | Versuche: Hancock | Bericht | Dropgoals: Chisholm | Twickenham Stadium, London Zuschauer: 65.000 Schiedsrichter: Gwynne Walters (Wales) |

| 20. März 1965 | Frankreich                                                                                             | 22 : 13        | Wales                                                 | Stade Olympique Yves-du-Manoir, Colombes Zuschauer: 36.298 Schiedsrichter: R. Gilliland (Irland) Bernard Marie (Frankreich) |
| 20. März 1965 | Versuche: Cabanier Boniface (2) Herrero Erhöhungen: Dedieu (2) Straftritte: Dedieu Dropgoals: Lasserre | (19:0) Bericht | Versuche: Dawes Bebb S. Watkins Erhöhungen: Price (2) | Stade Olympique Yves-du-Manoir, Colombes Zuschauer: 36.298 Schiedsrichter: R. Gilliland (Irland) Bernard Marie (Frankreich) |